# Moon Chae-won
Đây là một tên người Triều Tiên, họ là Moon.
Moon Chae-won (Tiếng Hàn Quốc: 문채원, Tiếng Nhật: ムン・チェウォン,  sinh ngày 13 tháng 11 năm 1986) là một nữ diễn viên người Hàn Quốc. Moon Chae-won lần đầu tiên thu hút sự chú ý khi vào vai kĩ nữ trong bộ phim truyền hình Họa sĩ gió năm 2008. Sau đó là Người thừa kế sáng giá, một trong những bộ phim truyền hình ăn khách nhất năm 2009. Năm 2011 đánh dấu bước đột phá trong sự nghiệp của cô với vai chính trong truyền hình cổ trang Nam nhân của công chúa và bom tấn hành động Cung thủ siêu phàm. Với vai diễn trong Cung thủ siêu phàm, Moon Chae-won đã giành giải Nữ diễn viên mới xuất sắc nhất tại Grand Bell Awards và Blue Dragon Film Awards. Các bộ phim truyền hình khác của Moon Chae-won bao gồm Chàng trai tốt bụng (2012), Thiên thần áo trắng (2013), Hoa của quỷ (2020),...

## Tiểu sử
Moon Chae-won được sinh ra ở Daegu, Hàn Quốc. Khi cô học lớp 6, gia đình cô chuyển đến Seoul sinh sống và học tập. Cô học Hội họa phương Tây tại Đại học Nghệ thuật Chugye, nhưng đã bỏ học vào năm 2006 để theo đuổi con đường diễn xuất.

## Sự nghiệp

### 2007–2010: Khởi đầu
Moon Chae-won bắt đầu diễn xuất vào năm 2007 trong bộ phim Chạy đi cá thu, nằm trong số 60 diễn viên đã thử vai cho bộ phim sitcom tuổi teen, hợp tác với diễn viên Lee Min-ho. Sau đó, Moon Chae-won và Lee Min-ho cũng tiếp tục xuất hiện trong bộ phim hài E.T trường chúng tôi vào năm 2008.

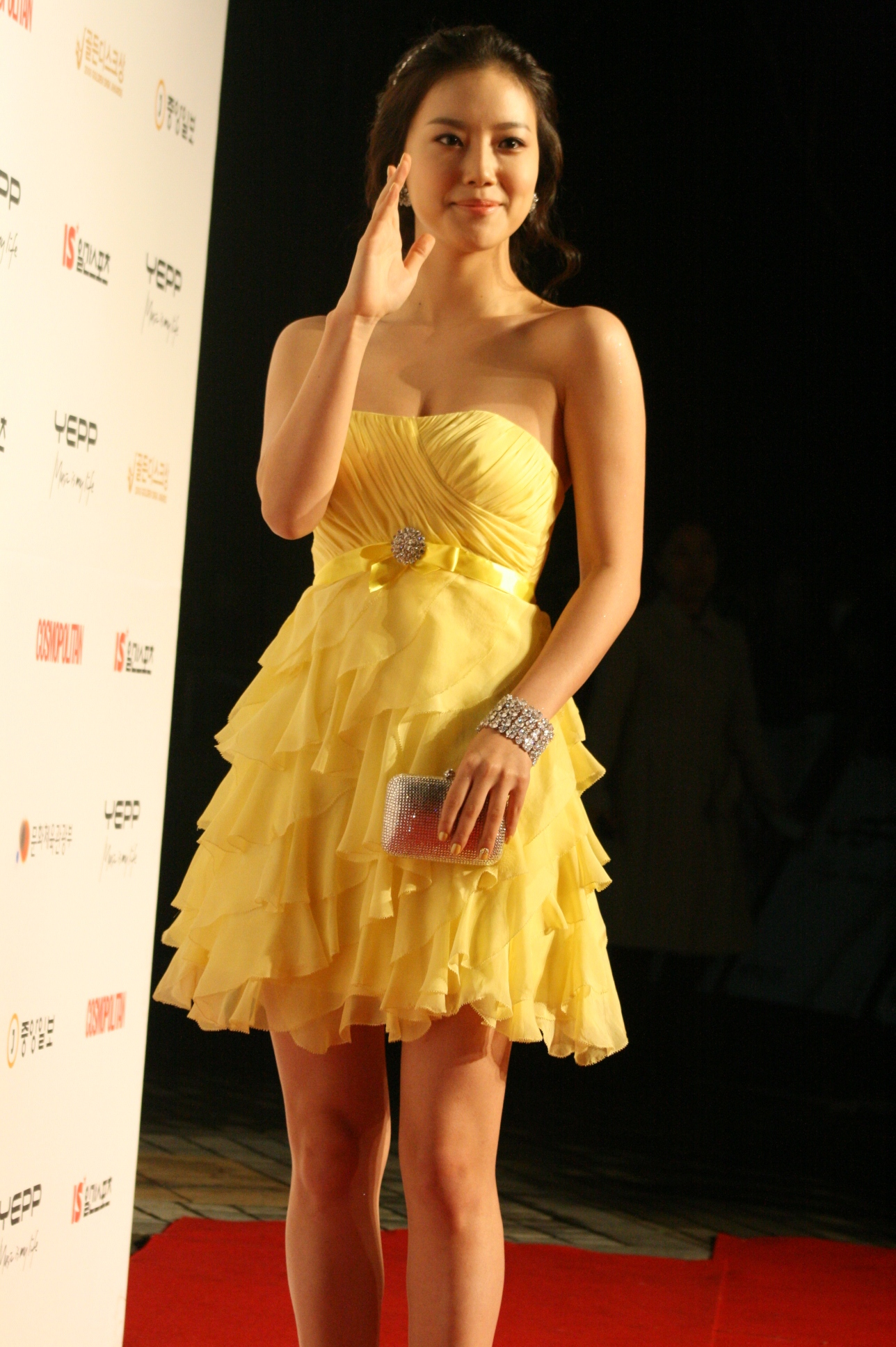
Moon Chae-won năm 2008

Bước đột phá của Moon Chae-won đến khi cô góp mặt trong bộ phim truyền hình dài tập được chiếu năm 2008 - Họa sĩ gió, tác phẩm được chuyển thể từ tiểu thuyết viễn tưởng lịch sử của Lee Jung-myung. Trong phim, Moon Chae-won vào vai kĩ nữ xinh đẹp đem lòng yêu Shin Yun-bok (do Moon Geun-young thủ vai), nữ họa sĩ cải trang thành đàn ông. Phản ứng hóa học trên màn ảnh của họ và nội dung ẩn ý về mối quan hệ đồng tính giữa hai nhân vật đã được đón nhận tích cực, trở thành cặp đôi nhận được nhiều phiếu bầu nhất trong cuộc bình chọn Cặp đôi đẹp nhất tại lễ trao giải SBS Drama Awards năm 2008. Đây cũng là lần đầu tiên trong lịch sử phim truyền hình Hàn Quốc, giải Cặp đôi đẹp nhất lại thuộc về 2 diễn viên nữ, bất chấp sự bảo thủ của truyền hình Hàn Quốc lúc bấy giờ.
Năm 2009, Moon Chae-won tiếp tục nâng cao sự nổi tiếng của mình với bộ phim Người thừa kế sáng giá. Trong phim, Moon Chae-won vào vai cô gái có đặc quyền, thay phiên phản đối và thương hại chị kế của mình. Người thừa kế sáng giá đã trở thành "một trong những bộ phim truyền hình Hàn Quốc ăn khách nhất năm 2009", với tỷ lệ người xem cao nhất là 47,1%. Tiếp theo đó, Moon Chae-won được lựa chọn tham gia đóng vai thứ chính trong bộ phim truyền hình Chàng quản gia của tôi, trong phim cô vào vai nhà thiết kế giày lạc quan, sống sát vách với tình yêu đơn phương của mình là chàng quản gia.
Vào tháng 10 năm 2010, Moon Chae-won đã ký hợp đồng với công ty giải trí Barunson Entertainment (sau này đổi tên thành MSTeam). Sau đó, Moon Chae-won đã có được vai chính đầu tiên trong sự nghiệp với bộ phim Cô con gái cưng. Trong phim, Moon Chae-won vào vai cô con gái chưa trưởng thành, sau khi trải qua biến cố gia đình đã dần trở nên thành thục và vững vàng hơn.

### 2011: Đột phá

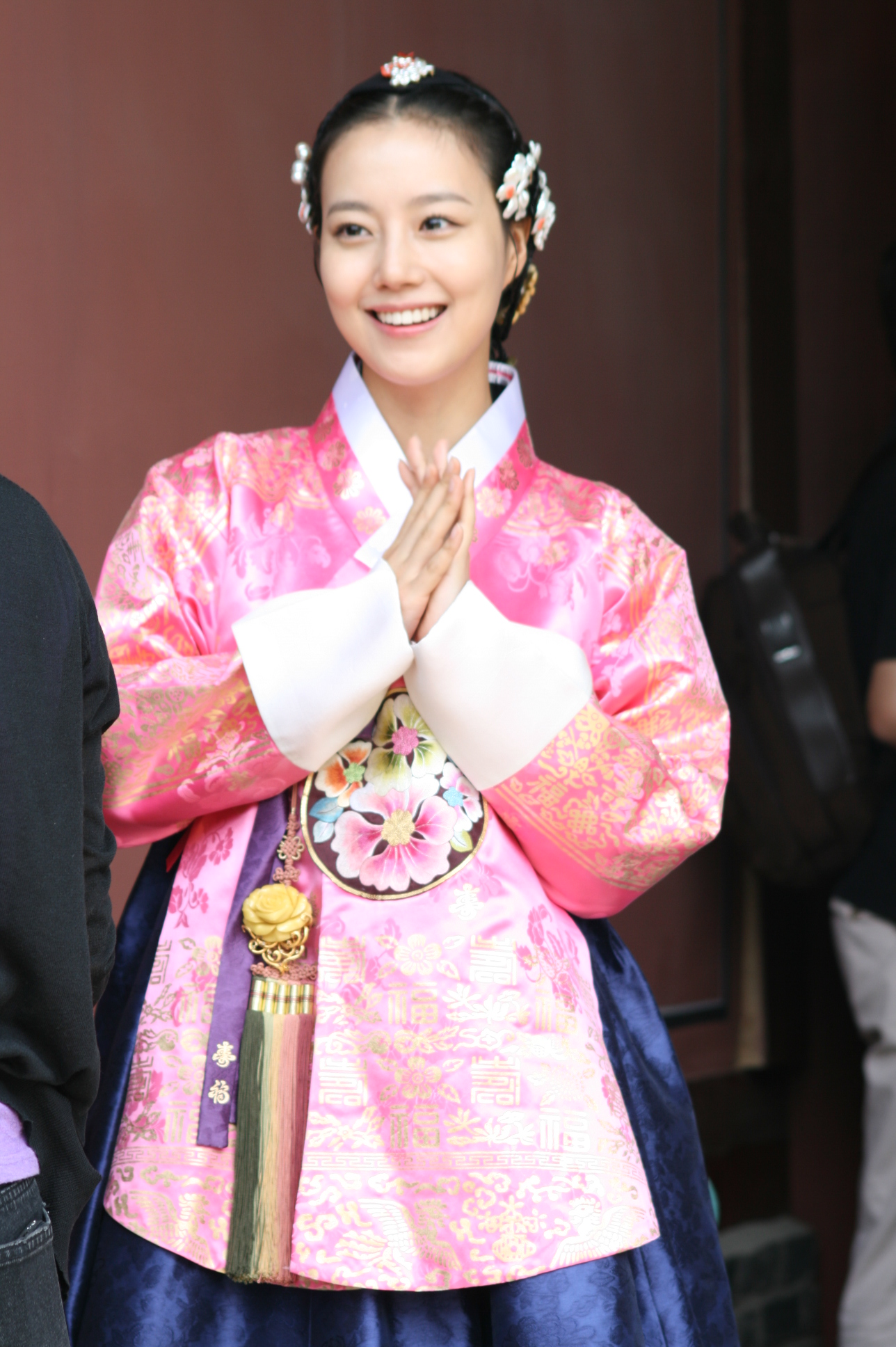
Buổi chụp hình cho Nam nhân của công chúa vào năm 2011

Năm 2011, Moon Chae-won được mời đóng vai nữ duy nhất trong Cung thủ siêu phàm, bộ phim bom tấn hành động lấy bối cảnh cuộc xâm lược Manchu lần thứ hai của Hàn Quốc. Cùng với 2 bạn diễn của mình là Park Hae-il và Ryu Seung-ryong, Moon Chae-won đã nghiêm túc học bắn cung và cưỡi ngựa. Cung thủ siêu phàm đã trở thành bộ phim Hàn Quốc có doanh thu cao nhất năm 2011, với 7.48 triệu lượt vé bán ra. Moon Chae-won được khen ngợi khi hóa thân thành người phụ nữ nữ tính nhưng mạnh mẽ, bị quân đội nước ngoài bắt cóc trong ngày cưới, nhưng không giống với những cô gái điển hình khi gặp nạn, thay vào đó cô sống sót nhờ trí thông minh và ý chí của mình. Vai diễn đã đem về cho Moon Chae-won giải thưởng Nữ diễn viên mới xuất sắc nhất tại lễ trao giải Grand Bell Awards và Blue Dragon Film Awards.
Cùng năm 2011, Moon Chae-won trở lại màn ảnh nhỏ với bộ phim truyền hình cổ trang thời Joseon, Nam nhân của công chúa, bộ phim nói về mối tình lãng mạn bị cấm đoán giữa con gái của Hoàng tử Suyang và con trai của Kim Jongseo (do Park Si-hoo thủ vai), có cha là kẻ thù chính trị. Nam nhân của công chúa được đánh giá cao về cả mặt phê bình và thương mại và đem về cho nữ diễn viên giải thưởng Top Excellence Award tại lễ trao giải KBS Drama Awards năm 2011. Moon Chae-won cũng nhận được giải thưởng Best Dressed từ Korea Lifestyle Awards vì đã thúc đẩy ngành công nghiệp thời trang hanbok thông qua 2 dự án của mình, và được Văn phòng Công tố viên Tối cao vinh danh là Công tố viên danh dự.

### 2012–nay: Phát triển sự nghiệp
Năm 2012, Moon Chae-won đóng vai chính trong bộ phim tâm lý tình cảm do biên kịch Lee Kyung-hee chắp bút, Chàng trai tốt bụng cùng với Song Joong-ki. Diễn xuất của cô khi vào vai người phụ nữ lạnh lùng, đa nghi, tiếp quản tập đoàn của cha để lại, rồi trở thành dáng vẻ dại khờ, yếu đuối khi bị mất trí nhớ đã nhận được nhiều đánh giá tích cực. Chàng trai tốt bụng đã đứng đầu về tỷ lệ người xem trong thời gian phát sóng và đã mang về cho Moon Chae-won giải thưởng Top Excellence Award tại lễ trao giải KBS Drama Awards trong 2 năm liên tiếp.

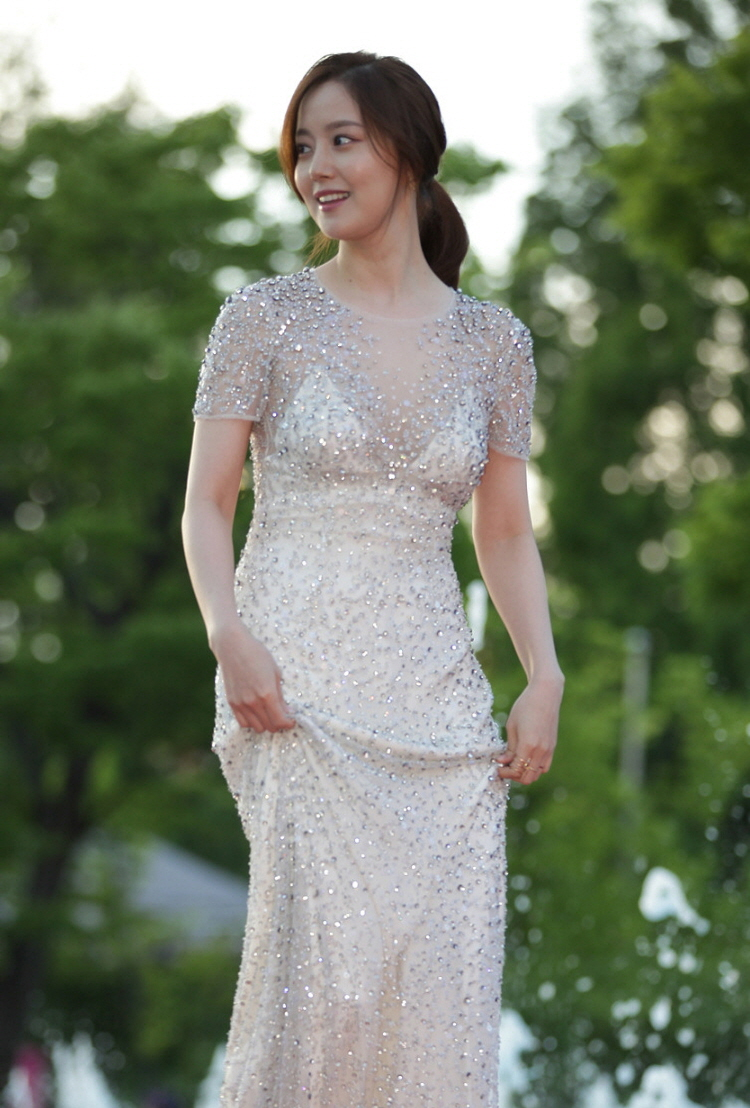
Moon Chae-won trên thảm đỏ tại BIFF thường niên lần thứ 19

Năm 2013, Moon Chae-won tham gia đóng vai chính trong bộ phim tình cảm, y khoa Thiên thần áo trắng. Bộ phim xoay quanh chàng trai mắc hội chứng bác học và bệnh tự kỷ rối loạn từ lúc nhỏ (do Joo-won đóng) đã vượt qua sự mặc cảm của bản thân và định kiến xã hội để trở thành bác sĩ khoa nhi. Để chuẩn bị cho vai diễn là bác sĩ phẫu thuật nhi khoa, Moon Chae-won đã có cuộc gặp gỡ thực tế với các bác sĩ trong môi trường bệnh viện, làm quen với các thuật ngữ y khoa và trực tiếp quan sát các ca phẫu thuật.
Năm 2014, Moon Chae-won được lựa chọn đóng vai chính trong Ngày Min-woo đến, bộ phim ngắn của đạo diễn Kang Je-gyu. Trong phim, Moon Chae-won vào vai người phụ nữ bị chia cắt với chồng (do Go Soo thủ vai) trong 60 năm do sự phân chia của Bắc và Nam Triều Tiên. Ngày Min-woo đến nằm trong số 4 bộ phim ngắn bao gồm Beautiful 2014, dự án phim omnibus công chiếu tại Liên hoan phim quốc tế Hồng Kông lần thứ 38.
Năm 2015, Moon Chae-won trở lại màn ảnh rộng trong bộ phim điện ảnh hài lãng mạn Yêu phải nàng lắm chiêu của đạo diễn Park Jin-pyo, tái hợp với Lee Seung-gi, bạn diễn của mình trong Người thừa kế sáng giá. Trong phim, Moon Chae Won vào vai cô gái làm việc trong trung tâm dự báo thời tiết, khuôn mặt xinh xắn nhưng lại có tính nghiện rượu và hay chửi thề. Phim đã vượt qua điểm hòa vốn với 1,89 triệu người xem trong 3 tuần sau khi công chiếu và giúp cô giành được giải thưởng Producer's Choice Award tại Liên hoan phim quốc tế Bucheon.
Năm 2016, Moon Chae-won tham gia đóng vai chính trong dự án điện ảnh Một ngày kì lạ cùng với diễn viên Yoo Yeon-seok, trong phim họ vào vai 2 người lạ gặp nhau trên KTX và dành 24 giờ bên nhau tại thành phố xa lạ Busan.
Cũng trong năm 2016, Moon Chae-won đã đảm nhận vai nữ chính trong bộ phim tâm lý, kinh dị của đài MBC Tạm biệt Mr. Black, đánh dấu sự trở lại của mình trong mảng phim truyền hình sau 3 năm vắng bóng. Cùng năm đó, Moon Chae-won đã rời khỏi công ty quản lý MS Team Entertainment và ký hợp đồng với công ty quản lý Namoo Actors.
Năm 2017, Moon Chae-won được chọn tham gia bộ phim truyền hình tâm lý hình sự, Hành vi phạm tội của đài tvN. Bộ phim dựa trên kịch bản của loạt phim truyền hình Mỹ cùng tên Criminal Minds, được phát sóng vào ngày 26 tháng 7 năm 2017.  Cùng năm, Moon Chae-won được chọn tham gia dự án điện ảnh Fengshui, là phần thứ 3 cũng là phần cuối cùng trong "bộ ba nghệ thuật bói toán" của Han Jae-rim.
Năm 2018, Moon Chae-won đảm nhận vai nữ chính trong bộ phim truyền hình giả tưởng, lãng mạn Kê long tiên nữ truyện.
Năm 2020, Moon Chae-won tham gia đóng vai chính trong bộ phim tâm lý tình cảm, kinh dị, giật gân của đài tvN Hoa của Quỷ, tái hợp với Lee Joon-gi, bạn diễn của mình trong Hành vi phạm tội.
Năm 2021, Moon Chae-won được lựa chọn tham gia đóng vai chính trong bộ phim điện ảnh We Grow Up cùng với diễn viên Kwon Sang-woo. Bộ phim được remake lại từ tác phẩm hài lãng mạn No Kids của Argentina, dự kiến khởi quay vào tháng 7 năm 2021. Vào tháng 11 cùng năm, Moon Chae-won đã quyết định ký hợp đồng độc quyền với YNK Entertainment sau khi hết hạn hợp đồng với công ty chủ quản cũ Namoo Actors, hứa hẹn sẽ có những thay đổi và bước tiến mới. Sau đó, Moon Chae-won cũng tiếp tục tham gia vào dự án audio drama Floor, hợp tác với 2 diễn viên Lee Je-hoon và Jeong Jun-ha. Đây là dự án audio drama đầu tiên của Naver, phát hành vào ngày 27 tháng 12 năm 2021.
Năm 2023, Moon Chae-won trở lại màn ảnh nhỏ với bộ phim truyền hình Trả Đũa: Tiền Bạc và Quyền Lực của đài SBS, đánh dấu lần trở lại với đài truyền hình quốc gia của cô sau bảy năm kể từ năm 2016.

## Danh sách tác phẩm tham gia

### Phim điện ảnh
| Năm  | Tên phim                | Vai          | Ghi chú                     | Nguồn  |
| ---- | ----------------------- | ------------ | --------------------------- | ------ |
| 2008 | E.T trường chúng tôi    | Lee Eun-shil |                             | [ 48 ] |
| 2011 | Cung thủ siêu phàm      | Choi Ja-in   |                             | [ 14 ] |
| 2014 | Ngày Min-woo đến        | Yeon-hee     | Phim ngắn từ Beautiful 2014 | [ 27 ] |
| 2015 | Yêu phải nàng lắm chiêu | Kim Hyun-woo |                             | [ 30 ] |
| 2016 | Một ngày kì lạ          | Bae Soo-jung |                             | [ 34 ] |
| 2018 | Fengshui                | Cho-sun      |                             | [ 49 ] |

### Phim truyền hình
| Năm  | Tên phim                       | Vai                    | Kênh   | Ghi chú                   | Nguồn  |
| ---- | ------------------------------ | ---------------------- | ------ | ------------------------- | ------ |
| 2007 | Reconstruction of Love         | Hwang Hyo-eun thời trẻ | Dramax | (tập 2: "살까지 뺐는데!") |        |
| 2007 | Chạy đi cá thu                 | Min Yoon-seo           | SBS    |                           | [ 5 ]  |
| 2008 | Họa sĩ gió                     | Jung-hyang             | SBS    |                           | [ 50 ] |
| 2009 | Người thừa kế sáng giá         | Yoo Seung-mi           | SBS    |                           | [ 51 ] |
| 2009 | Chàng quản gia của tôi         | Yeo Eui-joo            | KBS2   |                           | [ 52 ] |
| 2010 | Tuyến đường số 1               | Min Young-jin          | MBC    | Khách mời (tập 20)        | [ 53 ] |
| 2010 | Cô con gái cưng                | Eun Chae-ryung         | SBS    |                           | [ 13 ] |
| 2011 | Nam nhân của công chúa         | Lee Se-ryung           | KBS2   |                           | [ 54 ] |
| 2012 | Chàng trai tốt bụng            | Seo Eun-gi             | KBS2   |                           | [ 20 ] |
| 2013 | Thiên thần áo trắng            | Cha Yoon-seo           | KBS2   |                           | [ 23 ] |
| 2016 | Tạm biệt Mr. Black             | Swan                   | MBC    |                           | [ 35 ] |
| 2017 | Hành vi phạm tội               | Ha Seon-woo            | tvN    |                           | [ 38 ] |
| 2018 | Kê long tiên nữ truyện         | Sun Ok-nam             | tvN    |                           | [ 41 ] |
| 2020 | Hoa của Quỷ                    | Cha Ji-won             | tvN    |                           | [ 55 ] |
| 2023 | Trả Đũa: Tiền Bạc và Quyền Lực | Park Joon-kyung        | SBS    |                           | [ 56 ] |
| 2023 | Ẩn Danh 2                      | Oh Mi-seo              | SBS    | Khách mời (tập 16)        |        |

### Chương trình truyền hình
| Năm  | Chương trình                        | Kênh    | Ghi chú                                                   |
| ---- | ----------------------------------- | ------- | --------------------------------------------------------- |
| 2009 | Ya Shim Man Man mùa 2               | SBS     | Khách mời                                                 |
| 2009 | Happy Together                      | KBS2    | Khách mời tập 110-111&206                                 |
| 2011 | Happy Together                      | KBS2    | Khách mời tập 110-111&206                                 |
| 2014 | Get It Beauty                       | OnStyle | Khách mời tập 8 trong phân đoạn "Talking Mirror"          |
| 2015 | Running Man                         | SBS     | Khách mời (tập 228 & 229) với Lee Seung-gi và Lee Seo-jin |
| 2016 | Please Take Care of My Refrigerator | JTBC    | Khách mời tập 60-61 với Yeon-Seok Yoo                     |

### Phim chiếu mạng
| Năm  | Tên phim | Vai        | Ghi chú     |
| ---- | -------- | ---------- | ----------- |
| 2021 | Floor    | Shin Ji-ho | Audio drama |

## Video âm nhạc
| Năm  | Tên bài hát          | Nghệ sĩ       | Nguồn  |
| ---- | -------------------- | ------------- | ------ |
| 2008 | "Parting Once Again" | Sung Si-kyung | [ 57 ] |

## Danh sách đĩa nhạc
| Năm  | Tên bài hát  | Ghi chú                   |
| ---- | ------------ | ------------------------- |
| 2011 | "Clementine" | Nhạc phim Cô con gái cưng |

## Giải thưởng và đề cử
| Năm  | Giải thưởng                                        | Hạng mục                                                                   | Đề cử                   | Kết quả   | Nguồn  |
| ---- | -------------------------------------------------- | -------------------------------------------------------------------------- | ----------------------- | --------- | ------ |
| 2008 | 16th Korean Culture and Entertainment Awards       | Nữ diễn viên mới xuất sắc nhất (TV)                                        | Họa sĩ gió              | Đoạt giải | [ 58 ] |
| 2008 | SBS Drama Awards                                   | Cặp đôi đẹp nhất (với Moon Geun-young)                                     | Họa sĩ gió              | Đoạt giải | [ 59 ] |
| 2008 | SBS Drama Awards                                   | Giải thưởng Ngôi sao mới                                                   | Họa sĩ gió              | Đoạt giải | [ 59 ] |
| 2009 | 45th Baeksang Arts Awards                          | Nữ diễn viên mới xuất sắc nhất (TV)                                        | Họa sĩ gió              | Đề cử     |        |
| 2009 | KBS Drama Awards                                   | Nữ diễn viên mới xuất sắc nhất                                             | Chàng quản gia của tôi  | Đề cử     |        |
| 2010 | SBS Drama Awards                                   | Giải thưởng xuất sắc, nữ diễn viên trong một bộ phim đặc biệt              | Cô con gái cưng         | Đề cử     |        |
| 2011 | 48th Grand Bell Awards                             | Nữ diễn viên mới xuất sắc nhất                                             | Cung thủ siêu phàm      | Đoạt giải | [ 15 ] |
| 2011 | 32nd Blue Dragon Film Awards                       | Nữ diễn viên mới xuất sắc nhất                                             | Cung thủ siêu phàm      | Đoạt giải | [ 16 ] |
| 2011 | 9th Korea Lifestyle Awards                         | Trang phục đẹp nhất của năm                                                | —                       | Đoạt giải | [ 60 ] |
| 2011 | 3rd Asian Jewelry Awards                           | Giải thưởng Kim cương, hạng mục nữ diễn viên                               | —                       | Đoạt giải | [ 61 ] |
| 2011 | 27th Korea Best Dressed Swan Awards                |                                                                            | —                       | Đoạt giải | [ 62 ] |
| 2011 | 19th Korean Culture and Entertainment Awards       | Giải thưởng xuất sắc, nữ diễn viên phim điện ảnh                           | Cung thủ siêu phàm      | Đoạt giải | [ 63 ] |
| 2011 | 19th Korean Culture and Entertainment Awards       | Giải thưởng xuất sắc hàng đầu, nữ diễn viên phim truyền hình               | Nam nhân của công chúa  | Đoạt giải | [ 63 ] |
| 2011 | KBS Drama Awards                                   | Cặp đôi đẹp nhất (với Park Si-hoo)                                         | Nam nhân của công chúa  | Đoạt giải | [ 64 ] |
| 2011 | KBS Drama Awards                                   | Giải thưởng nổi tiếng, nữ diễn viên                                        | Nam nhân của công chúa  | Đoạt giải | [ 64 ] |
| 2011 | KBS Drama Awards                                   | Giải thưởng xuất sắc, nữ diễn viên trong một bộ phim truyền hình nhiều tập | Nam nhân của công chúa  | Đề cử     | [ 64 ] |
| 2011 | KBS Drama Awards                                   | Giải thưởng xuất sắc hàng đầu, nữ diễn viên                                | Nam nhân của công chúa  | Đoạt giải | [ 64 ] |
| 2012 | 48th Baeksang Arts Awards                          | Nữ diễn viên xuất sắc nhất (TV)                                            | Nam nhân của công chúa  | Đề cử     |        |
| 2012 | 7th Seoul International Drama Awards               | Nữ diễn viên Hàn Quốc nổi bật nhất                                         | Nam nhân của công chúa  | Đề cử     |        |
| 2012 | 1st K-Drama Star Awards                            | Giải thưởng xuất sắc, nữ diễn viên                                         | Chàng trai tốt bụng     | Đề cử     |        |
| 2012 | KBS Drama Awards                                   | Cặp đôi đẹp nhất (với Song Joong-ki)                                       | Chàng trai tốt bụng     | Đoạt giải | [ 65 ] |
| 2012 | KBS Drama Awards                                   | Giải thưởng của Netizen                                                    | Chàng trai tốt bụng     | Đoạt giải | [ 66 ] |
| 2012 | KBS Drama Awards                                   | Giải thưởng xuất sắc, nữ diễn viên trong một bộ phim truyền hình nhiều tập | Chàng trai tốt bụng     | Đề cử     |        |
| 2012 | KBS Drama Awards                                   | Giải thưởng xuất sắc hàng đầu, nữ diễn viên                                | Chàng trai tốt bụng     | Đoạt giải | [ 67 ] |
| 2013 | 53rd Monte-Carlo Television Festival               | Nữ diễn viên nổi bật nhất trong một bộ phim truyền hình                    | Nam nhân của công chúa  | Đề cử     |        |
| 2013 | 8th Seoul International Drama Awards               | Nữ diễn viên Hàn Quốc nổi bật nhất                                         | Chàng trai tốt bụng     | Đề cử     |        |
| 2013 | 21st Korean Culture and Entertainment Awards       | Giải thưởng xuất sắc hàng đầu, nữ diễn viên (TV)                           | Thiên thần áo trắng     | Đề cử     |        |
| 2013 | 6th Korea Drama Awards                             | Giải thưởng xuất sắc hàng đầu, nữ diễn viên                                | Thiên thần áo trắng     | Đề cử     |        |
| 2013 | 2nd APAN Star Awards                               | Giải thưởng xuất sắc, nữ diễn viên                                         | Thiên thần áo trắng     | Đề cử     |        |
| 2013 | KBS Drama Awards                                   | Cặp đôi đẹp nhất (với Joo Won)                                             | Thiên thần áo trắng     | Đoạt giải | [ 68 ] |
| 2013 | KBS Drama Awards                                   | Giải thưởng nổi tiếng, nữ diễn viên                                        | Thiên thần áo trắng     | Đoạt giải | [ 68 ] |
| 2013 | KBS Drama Awards                                   | Giải thưởng xuất sắc, nữ diễn viên trong một bộ phim truyền hình nhiều tập | Thiên thần áo trắng     | Đoạt giải | [ 68 ] |
| 2013 | KBS Drama Awards                                   | Giải thưởng xuất sắc hàng đầu, nữ diễn viên                                | Thiên thần áo trắng     | Đề cử     | [ 68 ] |
| 2014 | 9th Seoul International Drama Awards               | Nữ diễn viên Hàn Quốc nổi bật nhất                                         | Thiên thần áo trắng     | Đề cử     |        |
| 2015 | 19th Bucheon International Fantastic Film Festival | Giải thưởng Lựa chọn của nhà sản xuất                                      | Yêu phải nàng lắm chiêu | Đoạt giải | [ 33 ] |
| 2016 | MBC Drama Awards                                   | Nữ diễn viên xuất sắc hàng đầu trong một bộ phim ít tập                    | Tạm biệt Mr. Black      | Đề cử     |        |
| 2018 | 13th Annual Soompi Awards                          | Nữ diễn viên xuất sắc nhất                                                 | Hành vi phạm tội        | Đề cử     |        |
| 2018 | The Seoul Awards lần thứ 2                         | Nữ diễn viên được yêu thích nhất, hạng mục điện ảnh                        | Fengshui                | Đề cử     |        |
| 2018 | Asia Artist Awards lần thứ 3                       | Nữ diễn viên được yêu thích nhất                                           | —                       | Đề cử     |        |